# Fiskjaskären
Fiskjaskären är öar nära Borstö i Nagu,  Finland. De ligger i Skärgårdshavet i Pargas stad i landskapet Egentliga Finland, i den sydvästra delen av landet. Öarna ligger omkring 3 kilometer väster om Borstö, 36 kilometer söder om Nagu kyrka, 67 kilometer söder om Åbo och omkring 170 kilometer väster om Helsingfors. Närmaste allmänna förbindelse är förbindelsebryggan vid Borstö som trafikeras av M/S Nordep.  De ligger på ön Skärgården.
Arean för den av öarna koordinaterna pekar på är 2,9 hektar och dess största längd är 290 meter i öst-västlig riktning.